# Castillo de Agüero (Cantabria)

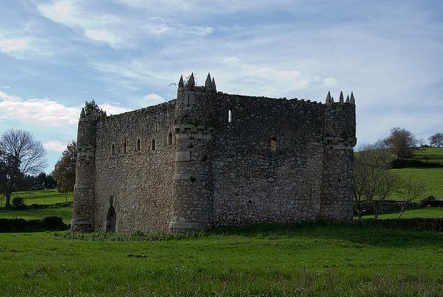
Vista general

El castillo de Agüero es una fortificación situada en Agüero, Cantabria (España). Data del siglo XIII y su estilo es gótico. Fue reformado en el siglo XIV. Perteneciente a la familia Agüero desde el caballero Pedro González de Agüero, la construcción sirvió para defensa de la localidad. Es la construcción más antigua del pueblo. Junto con toda la localidad de Agüero, es bien de interés cultural.

## Descripción
Se trata en realidad de una torre de planta cuadrangular situada en un prado, más larga que alta y con esquinas protegidas por cubos cilíndricos almenados, lo que le ha otorgado el sobrenombre de castillo por el que se la conoce. Su tipología es diferente al resto de torres defensivas de Cantabria. Posee una puerta en arco de medio punto descentrada. Por dentro está vacío.

## Historia
Fue el castillo del linaje de Pedro González de Agüero que fue el linaje más poderoso de Cantabria en tiempos de guerra de bandos.